# Stara Wieś (Sudół)
Stara Wieś – część wsi Sudół w Polsce położona w województwie świętokrzyskim, w powiecie jędrzejowskim, w gminie Jędrzejów.
W latach 1975–1998 Stara Wieś należała administracyjnie do województwa kieleckiego.